# Судзуки, Кэнго
Кэнго Судзуки — японский легкоатлет, бегун на длинные дистанции. В 2017 году будучи студентом Университета Канагавы стал победителем чемпионата Японии по полумарафона среди студентов. Действующий рекордсмен Японии в марафоне — 2:04.56.

## Достижения
- 13-е место на Гамбургском марафоне 2019 года с результатом — 2:11.36[3].
- 19-е место на Токийском марафоне 2018 года — 2:10.21[4]
- 8-е место на пробеге  Zevenheuvelenloop[5]